# Geschichte der Spannbetonbrücken
Die Geschichte der Spannbetonbrücken begann am Anfang des 20. Jahrhunderts mit den Ingenieuren Eugène Freyssinet und Franz Dischinger, die die Grundlagen für die Verwendung des Spannbetons im Brückenbau erarbeiteten. Eine hohe Vorspannung des Betons, die auch nach seiner Verkürzung durch Kriechen und Schwinden genügend Vorspannkraft aufweist, erlaubte kleinere Querschnittsabmessungen. Durch die damit verbundene Einsparung an Eigengewicht wurden größere Spannweiten möglich. Nach den Zerstörungen des Zweiten Weltkriegs wirkte die große Nachfrage nach schnell und kostengünstig zu erstellenden Brücken als Triebfeder für die weitere Entwicklung. Durch die Verwendung des Freivorbaus bei Spannbetonbrücken wurde der Verzicht auf die teuren Lehrgerüste möglich. Bald wurden Spannbetonbrücken mit Spannweiten gebaut, die zuvor dem Stahlbau vorbehalten waren. Die Anwendung des Taktschiebeverfahrens im Betonbau, die Entwicklung der Vorschubrüstung in Deutschland und des Vorbaugerüsts (poutre de lancement) in Frankreich brachten bedeutende Kosteneinsparungen beim Bau der immer häufiger werdenden langen Brücken. Brücken mit Spannweiten von 40–250 m sind heute üblicherweise Spannbetonbrücken.

## Anfänge

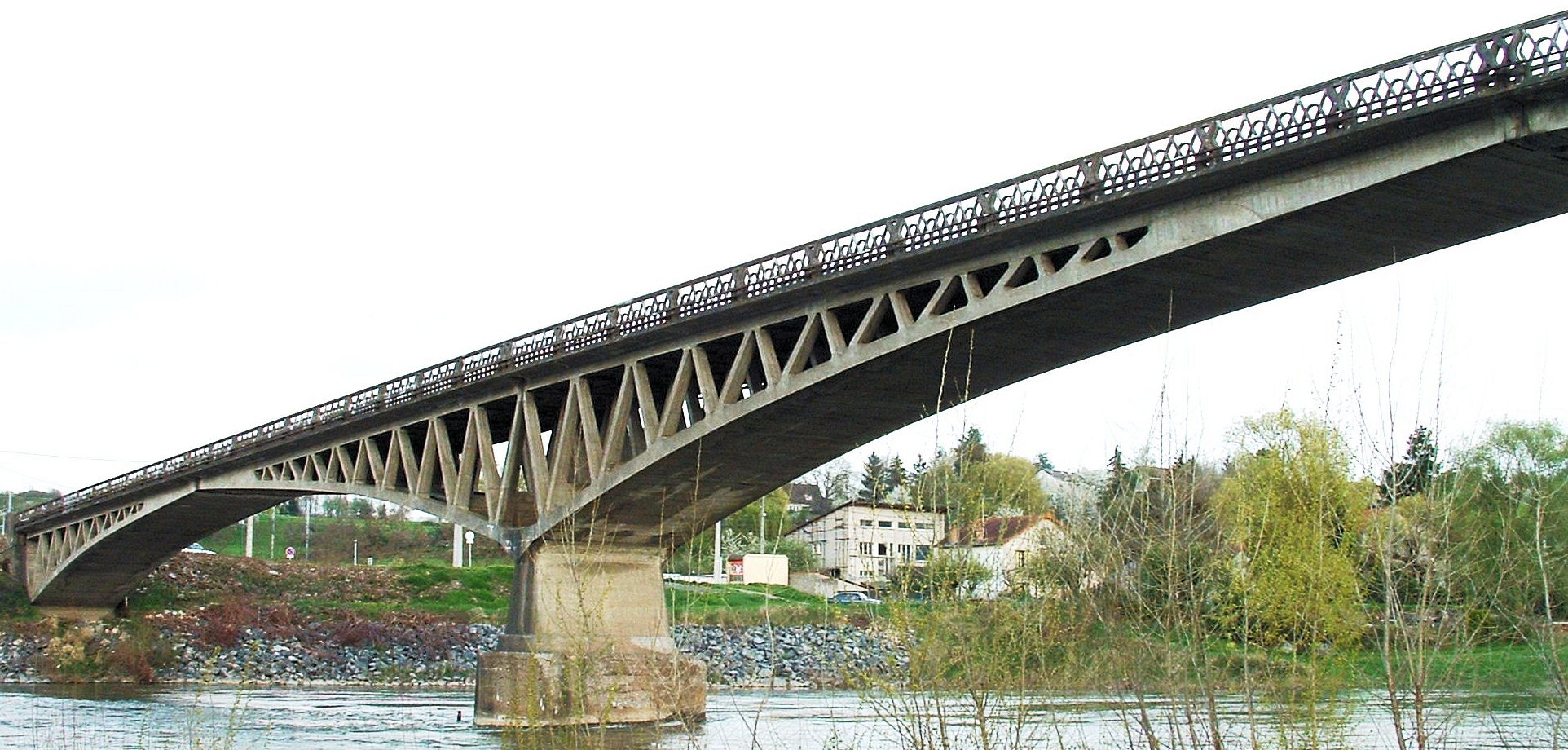
Freysinnets Pont du Boutiron

Als Vorläufer einer Spannbetonbrücke gilt der Probebogen, den Freyssinet 1909 vor der Ausführung des Auftrages für die Pont du Veurdre, die Pont Boutiron und die Pont de Châtel-de-Neuvre erstellte, bei dem aus Kostengründen kleine Widerlager mit einem Zugstab aus Beton mit vorgespannten Drähten verbunden waren. Erkenntnisse über das Kriechen und Schwinden von Beton und die daraus folgende Notwendigkeit hoher Stahl- und Betonfestigkeiten sowie hoher Spannkräfte führten ihn 1928 zur Anmeldung des grundlegenden Patents zum Spannbeton mit Verbund im Spannbett.

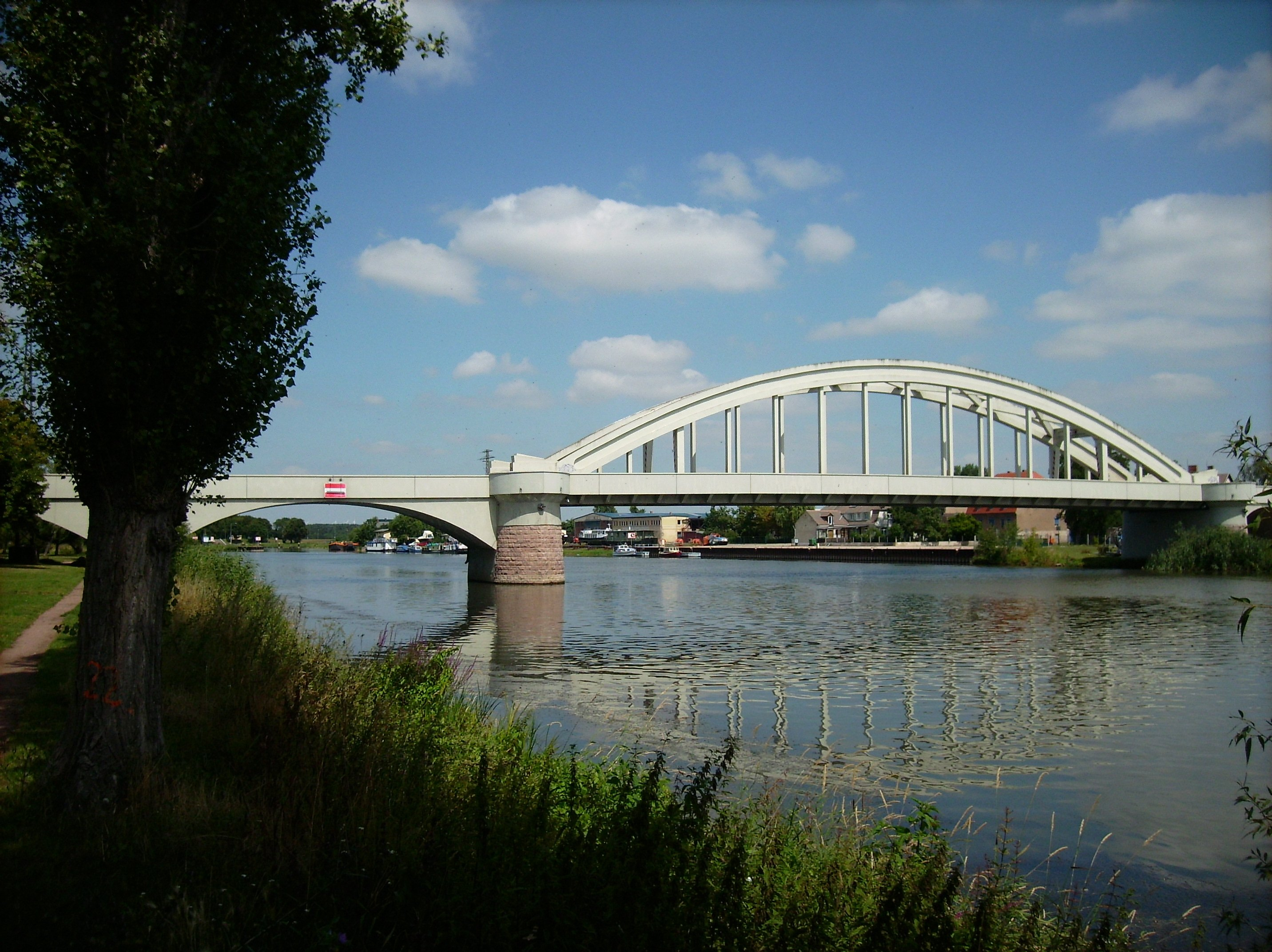
Saalebrücke Alsleben

Etwa zur gleichen Zeit wurde nach Plänen von Franz Dischinger 1928 die Saalebrücke in Alsleben errichtet. Sie gilt als erste vorgespannte Stahlbeton-Brücke mit nachträglichem Verbund.
Die langjährige Zusammenarbeit zwischen Eugéne Freyssinet und Edme Campenon, dem Leiter von Campenon Bernard, begann 1936 mit dem Bau einer kleinen Brücke aus vorgefertigten Spannbetonträgern und einer Fabrik für Spannbetonrohre für ein Bewässerungsprojekt bei der Talsperre Oued Fodda in Algerien.
Zwischen 1935 und 1937 errichtete das Unternehmen Dyckerhoff & Widmann AG nach einem Entwurf Franz Dischingers die Bahnhofsbrücke in Aue (Sachsen), die erste Spannbetonbrücke mit externer Vorspannung.
Die Neue Baugesellschaft Wayss & Freytag hatte durch Vermittlung seines 1933 ausgeschiedenen Vorstands Karl Walter Mautner 1936 von Freyssinet die Spannbetonlizenz für Deutschland erworben. Nach ausführlichen Versuchen errichteten sie 1938 die erste deutsche Spannbetonbrücke mit Vorspannung mit sofortigem Verbund, die Überführung Weg Hesseler über die Bundesautobahn 2 zwischen Beckum und Oelde. Freyssinet besuchte die Baustelle und begutachtete die Baumaßnahme. Die Plattenbalkenbrücke aus vier vorgefertigten Balken hatte eine Stützweite von 33 m und steht seit 2012 als technisches Denkmal an der Raststätte Vellern (Südseite, Fahrtrichtung Hannover). Eine weitere, größere Autobahnbrücke wurde 1941 über die Glatzer Neiße bei Löwen (Lewin Brzeski im heutigen Polen) mit 14 vorgefertigten Balken und 42,3 m Stützweite errichtet.
Ebenfalls 1938 errichtete Ulrich Finsterwalder auf der A 2 bei Wiedenbrück eine 34,5 m weite Balkenbrücke mit einer Gelenkfuge in Mitte, deren zunächst überhöht hergestellte Balkenhälften die außerhalb der Stege liegenden Zuganker durch Absenken aufgrund des Eigengewichts anspannten. Das System hat sich nicht durchgesetzt.

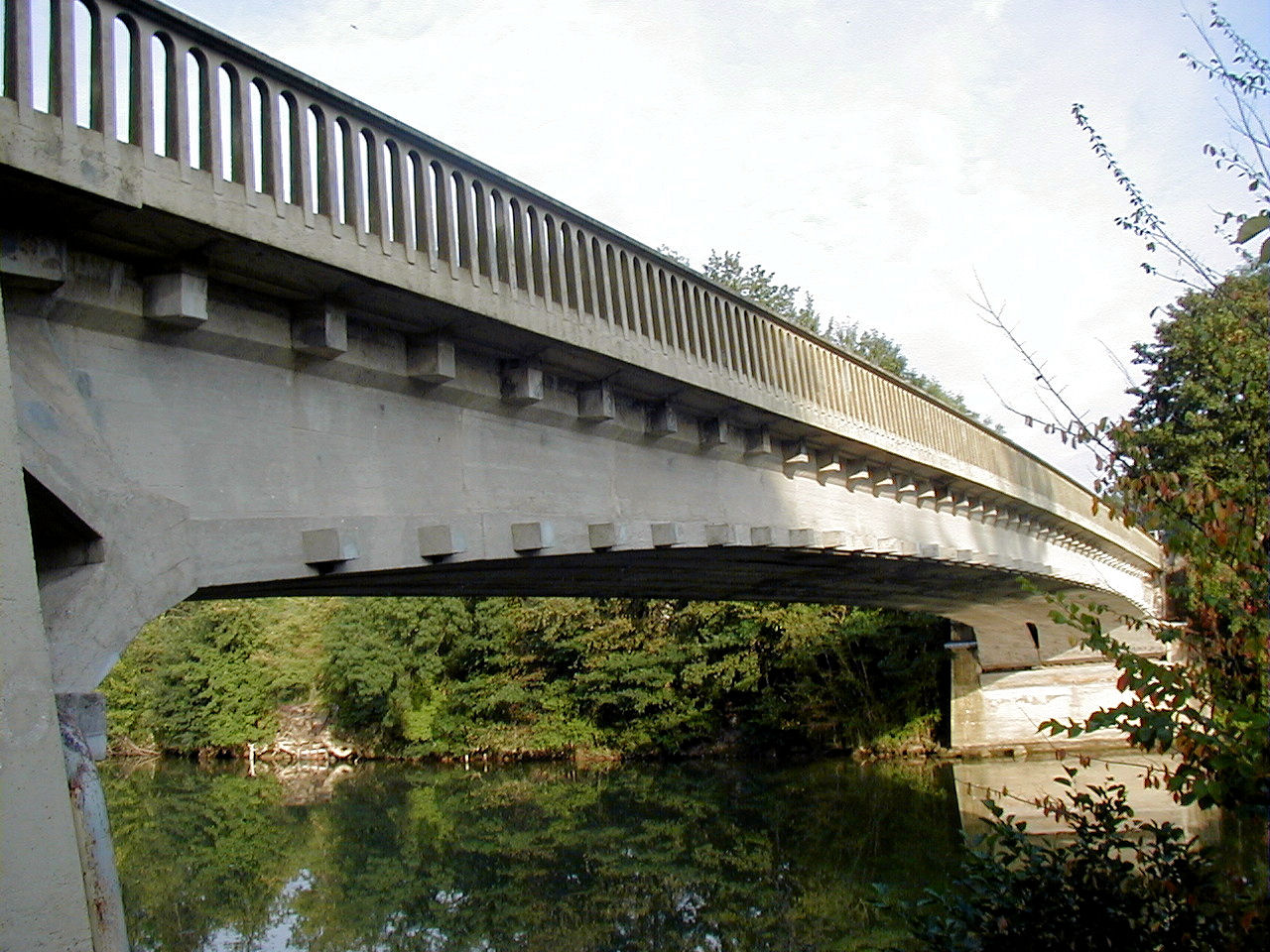
Pont de Luzancy

Freyssinet begann 1941 mit der Pont de Luzancy über die Marne, die kriegsbedingt erst 1946 fertiggestellt werden konnte. Ihre Hohlkästen wurden außerhalb der Baustelle im Spannbettverfahren hergestellt, auf Leichtern zur Brücke transportiert und dort mit einer eigens angefertigten Art Kabelkran an die vorgesehene Stelle gehoben. In den Jahren 1947 bis 1951 wurden nach dem gleichen Verfahren Freyssinets 5 Marnebrücken ausgeführt.
Der 1938 nach Großbritannien emigrierte Karl Walter Mautner führte das System Freyssinet dort ein. Aus während des Krieges nach dem System Freyssinet produzierten Betonbalken wurde 1946 der Adam Viaduct als erste Spannbetonbrücke des Landes gebaut.
Fritz Leonhardt hatte während des Krieges Freyssinets Aufsatz Und révolution dans l'art de bâtir: Les constructions précontraintes gelesen, mit Kollegen diskutiert und war anschließend zu Freyssinet in Frankreich gereist, während Willy Stöhr auf seinen Wunsch Gustave Magnel in Belgien besuchte.

## 1945 bis 1980
Nach dem Zweiten Weltkrieg mussten die zahllosen zerstörten Brücken wieder aufgebaut werden. Es gab daher großes Interesse an einer raschen und kostengünstigen Bauweise. Die Reduzierung des knappen Betonstahls sorgte für den Erfolg der Spannbetonbrücken.
Die Maasbrücke Sclayn wurde 1949 nach einem von Gustave Magnel konzipierten System externer Vorspannung ohne Verbund als erste Spannbetonbrücke Belgiens und als erste Spannbetonbrücke mit einem Durchlaufträger wiederaufgebaut. Magnel wurde daraufhin eingeladen, die Walnut Lane Memorial Bridge in Philadelphia, Pennsylvania zu planen, die 1950 eingeweihte erste Spannbetonbrücke der USA.
Die erste Spannbetonbrücke Brasiliens, die Ponte do Galeão, wurde 1949 nach dem System Freyssinet in Rio de Janeiro errichtet.
Fritz Leonhardt und Willi Baur entwickelten ab 1949 ihr Verfahren Baur–Leonhardt, bei dem Litzen paarweise schlaufenförmig an den Enden des Überbaus verankert und gespannt wurden. Die Elzbrücke Emmendingen (1949), die Böckinger Brücke (mit Willy Stöhr) und die Eisenbahnbrücke über den Neckarkanal (1950) in Heilbronn als erste große Eisenbahnbrücke aus Spannbeton waren frühe Beispiele.
Ab 1949 entwickelte Ulrich Finsterwalder das Dywidag-Spannverfahren mit Einzelstäben, die in einem Hüllrohr verlegt und mit ihren Gewinden durch Muffenverbindungen verlängert oder direkt verankert werden können und damit der Herstellung von Spannbeton mit nachträglichem Verbund dienen. Anders als Freyssinet wählte Finsterwalder dabei der beschränkte Vorspannung, die sich mit der Zeit weltweit durchsetzte. 1953 wurde sie in Deutschland offiziell zugelassen.

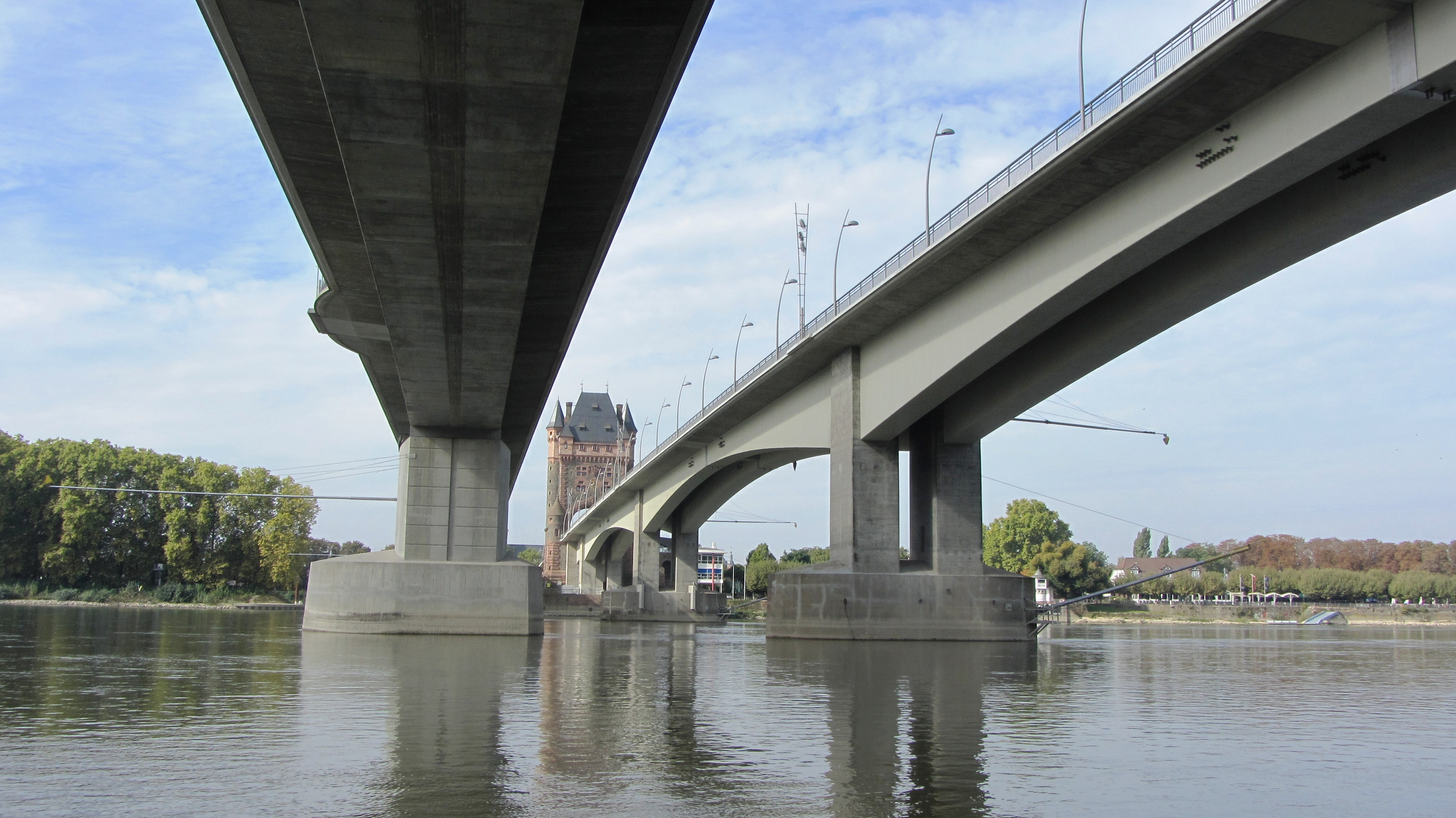
Nibelungenbrücke Worms

Als erstes Bauwerk nach diesem System wurde 1949 die heute nicht mehr existierende, 21 m weit gespannte Würmbrücke in Percha bei Starnberg ausgeführt. Ein Jahr später folgte die Gänstorbrücke in Ulm. Man erkannte schnell, dass das Spannverfahren geeignet war, um Brücken im Freivorbau in Abschnitten von ca. 4 m Länge herzustellen.
Die 1951 nach einem Entwurf von Finsterwalder gebaute Lahnbrücke in Balduinstein war die erste im Freivorbau gebaute Spannbetonbrücke. Ihr folgten die Neckarbrücke in Neckarrems-Neckargröningen (heute Remseck am Neckar), die Nibelungenbrücke Worms und die jetzt Europabrücke genannte Moselbrücke in Koblenz. Die ebenfalls von Finsterwalder entworfene, im Zuge der Nord-Süd-Kohlenbahn über den abgetragenen Königsdorfer Tunnel errichtete Horremer Brücke war eine der ersten Spannbetonbrücken in Form einer als Sprengwerk ausgeführten Rahmenbrücke. Die Konrad-Adenauer-Brücke in Ulm, die Caprivibrücke in Berlin und Fritz Leonhardts Schwedenbrücke in Wien waren weitere Rahmenbrücken.
Leonhardts Eisenbahnbrücke über den Kocher in Kochendorf (1952), die Rosensteinbrücke (1952) und die Donautalbrücke Untermarchtal (1953) waren Beispiele mehrfeldriger, nach dem Verfahren Baur–Leonhardt ausgeführter Brücken.
1953 erschien Fritz Leonhardts Abhandlung Spannbeton für die Praxis, das in den nicht Französisch sprechenden Ländern überragende Bedeutung erlangte.

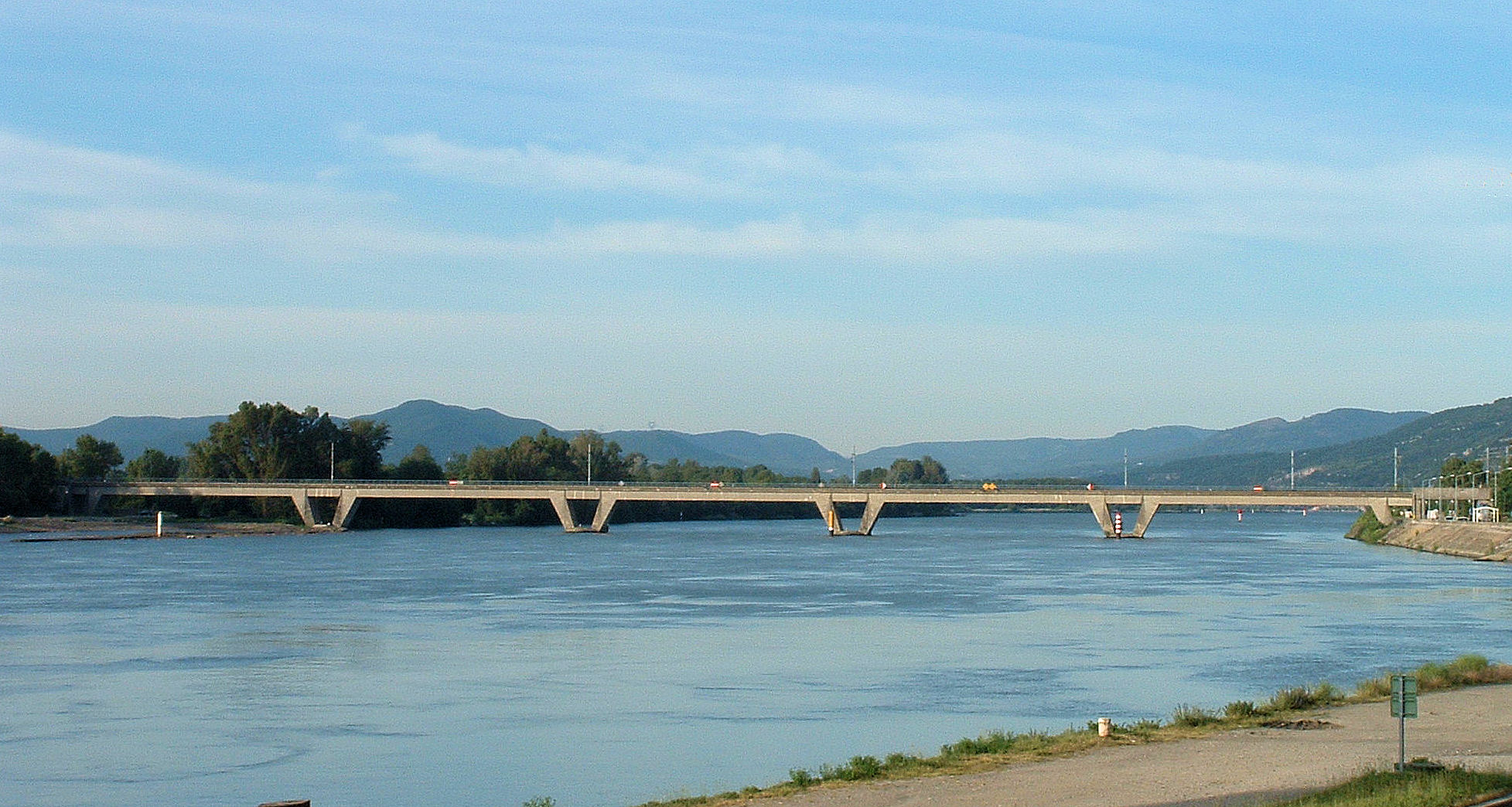
Eisenbahnbrücke La Voulte über der Rhône

Von 1952 bis 1955 wurde die Eisenbahnbrücke La Voulte über die Rhône nach Plänen von Nicolas Esquillan gebaut, die erste französische Eisenbahnbrücke aus Spannbeton. Sein Viaduc de Moret-sur-Loing (1956) war wohl die erste, konsequent aus Fertigteilen errichtete Spannbetonbrücke.
In den USA wurde in dieser Zeit die erste Brücke des Lake Pontchartrain Causeway aus Spannbeton-Fertigteilen errichtet, damals die längste Brücke der Welt. An der Planung war Jean Muller beteiligt, der zu der Zeit in New York das dortige Büro von Eugène Freyssinet leitete. In Australien wurde mit der Narrows Bridge (1959) in Perth die damals größte durchlaufende, aus Fertigteilsegmenten hergestellte Spannbetonbrücke der Welt gebaut. Im Nildelta wurde 1959 die Taufīqī-Kanal-Brücke, die erste Spannbetonbrücke Afrikas, erstellt.
Mit der 1958 eröffneten Weinlandbrücke erreichte das von Max Birkenmaier, Antonio Brandestini und Mirko Roš seit 1948 und 1950 mit dem Metallurgen Kurt Vogt in der Schweiz entwickelte und von der Firma Stahlton vermarktete BBRV Spannsystem den Durchbruch.
Die Eisenbahnbrücke Horb am Neckar (1959) war eine der ersten gekurvten Eisenbahnbrücken aus Spannbeton.

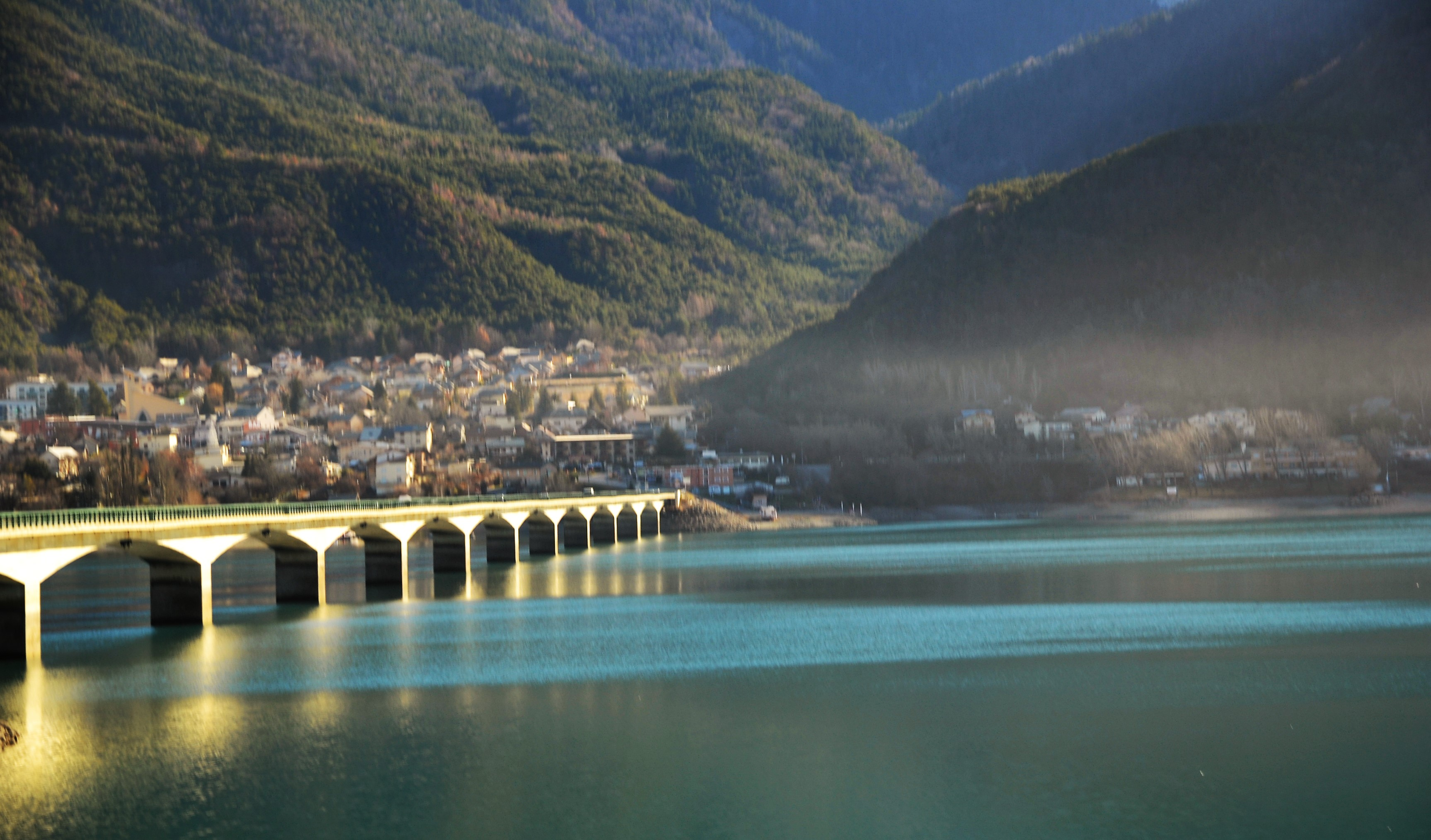
Pont de Savines

Beim Bau der über einen noch nicht gefüllten Stausee führenden Pont de Savines (1960) wurde Finsterwalders Idee, den Überbau in Form eines Waagebalkens auf beiden Seiten des Pfeilers symmetrisch im Freivorbau herzustellen, erstmals an einer Serie von 12 Pfeilern ausgeführt.

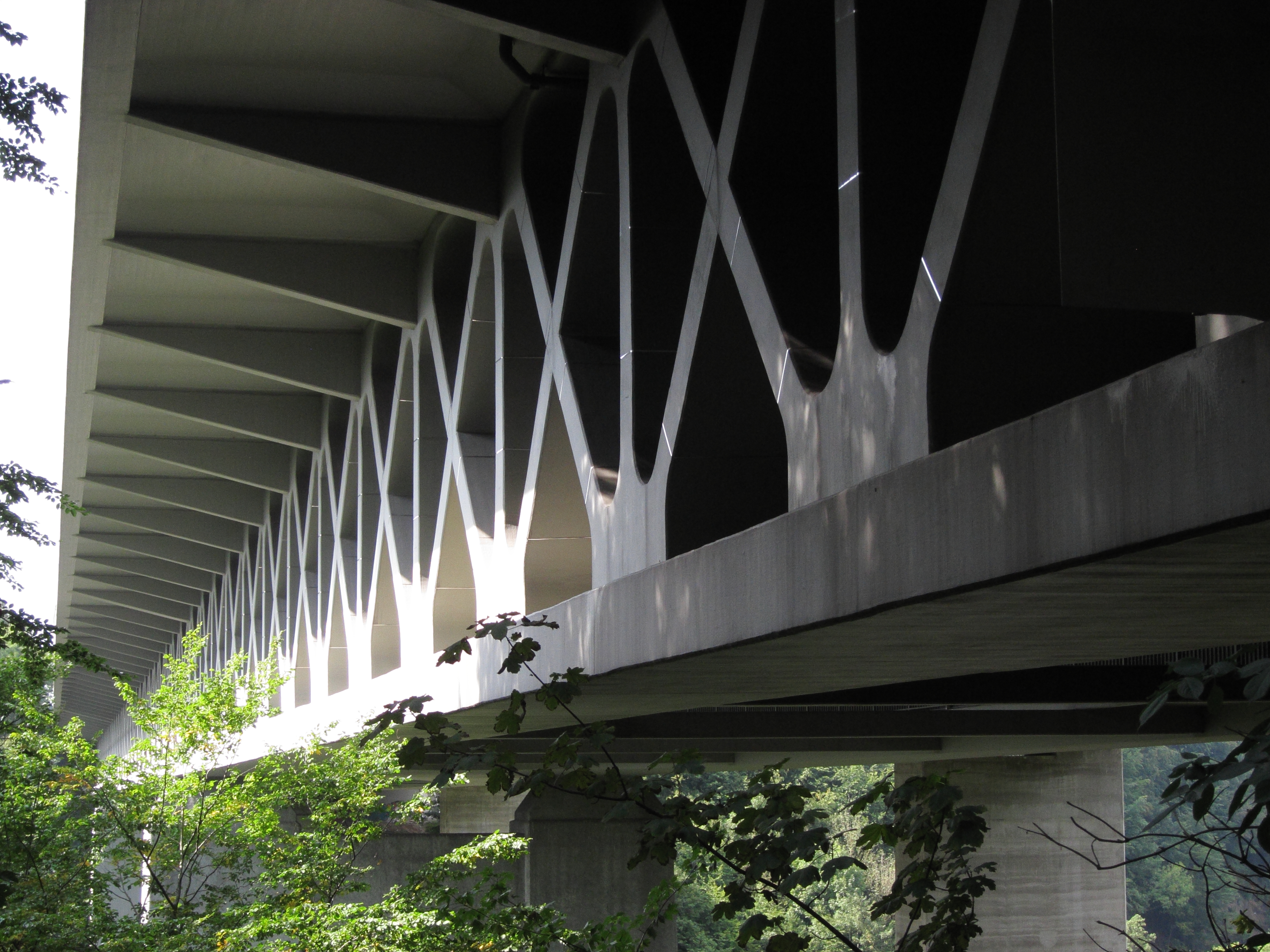
Mangfallbrücke

Mit der Mangfallbrücke (1960) zeigte Finsterwalder, dass auch eine Fachwerk-Hohlkastenbrücke in Spannbeton im Freivorbau errichtet werden kann.
In Brasilien baute Sergio Marqués de Souza die Ponte Rodoviária do Estreito (1960) in der Tradition der Ponte Emílio Baumgart im Freivorbau über den Rio Tocantins. Mit 140 m hatte sie die größte Spannweite der Welt bis zur Eröffnung der Bendorfer Rheinbrücke.
Mit dem Dywidag-Spannverfahren wurden zahlreiche Brücken im Freivorbau ausgeführt, auch im Ausland, beginnen mit der Oesterdalälvenbron in Schweden. Die Werksbrücke Mitte (1960) ist ein Beispiel, ein weiteres ist das erste der Medway Viaducts, die erste im Freivorbau erstellte Spannbetonbrücke in Großbritannien.
Bald hatte aber jedes namhafte Brückenbauunternehmen sein eigenes Spannverfahren entwickelt.
Die Unkelsteinbrücke (1957) war die erste von zahllosen langen Hochstraßen. Bei der zwischen 1959 und 1961 von Strabag gebauten Kettiger Hangbrücke wurde erstmals eine lange Spannbetonbrücke mit einer Vorschubrüstung ausgeführt, bei der nicht wie beim Freivorbau kurze Abschnitte betoniert werden mussten, sondern jeweils ein ganzes Feld betoniert und vorgespannt werden konnte und der Vorschub immer in eine Richtung und ungehindert über die Pfeiler und Stützen fortschreiten konnte. Bei der nicht weit entfernten, von 1961 bis 1964 von Hans Wittfoht und Polensky & Zöllner geplanten Krahnenbergbrücke wurde die Konstruktion zu einem Einphasen-Vorschubgerüst ohne besondere Vorbauträger weiterentwickelt, das für zahlreiche weitere Varianten als Vorbild diente.
Die 2,6 km langen, mit Fertigteilen gebauten Rampenbrücken der Pont Champlain (1962) über den Sankt-Lorenz-Strom in Montreal waren die ersten Spannbetonbrücken Kanadas. Die von Riccardo Morandi geplante General-Rafael-Urdaneta-Brücke (1962) über den Maracaibo-See war die erste Schrägseilbrücke aus Beton mit einem Fahrbahnträger aus Spannbeton-Hohlkästen.

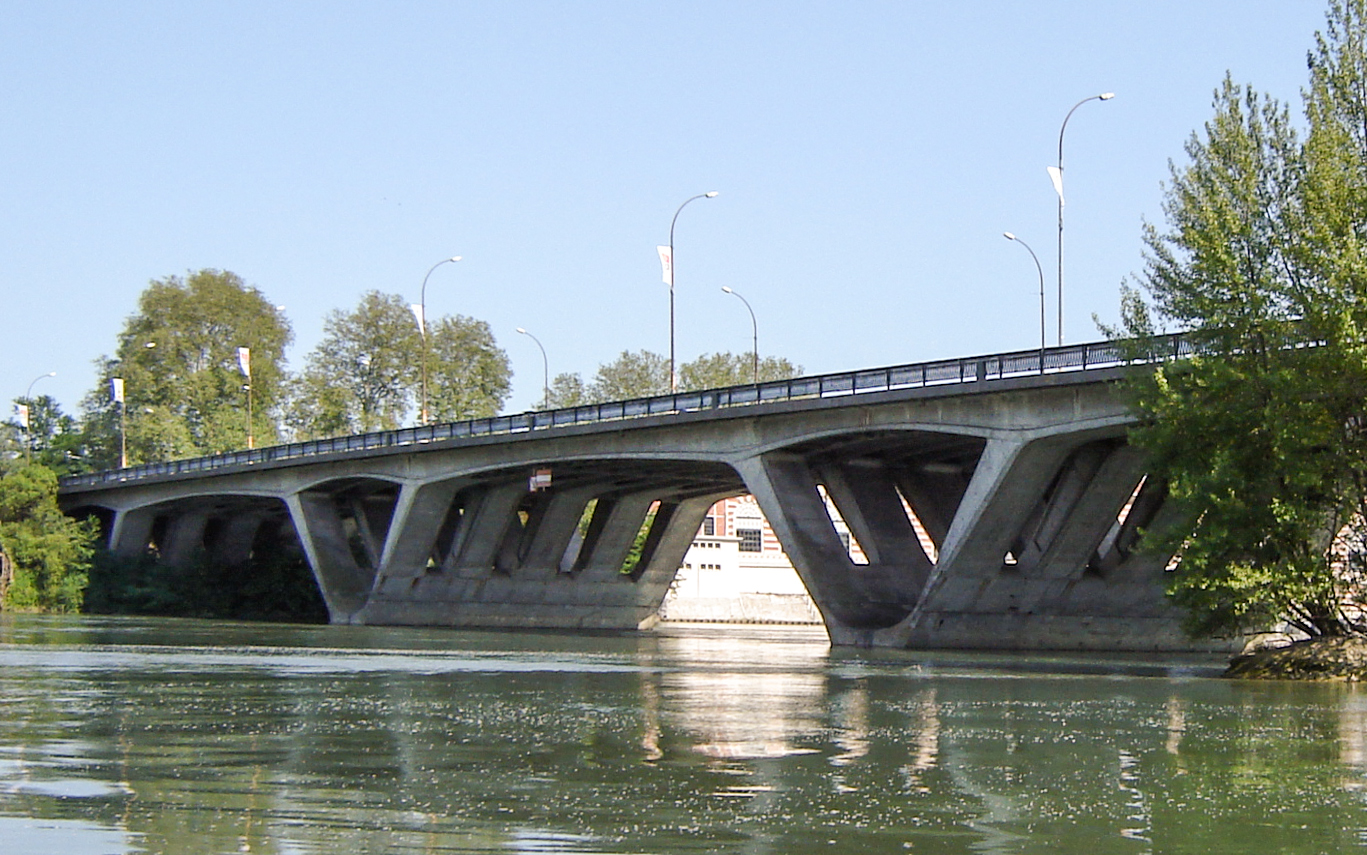
Pont Saint-Michel in Toulouse

In Toulouse wurde eine Trapezrahmenbrücke nach dem Entwurf von Freyssinet gebaut, die Pont Saint-Michel (1962). Bei der kleinen, von S.T.U.P. geplanten Pont de Lacroix-Falgarde wurde erstmals beim Freivorbau das bis dahin übliche Gelenk zwischen den Kragarmen weggelassen und die Kragarme zu einem Durchlaufträger verbunden, was sich bald allgemein durchsetzte.
Die Gladesville-Brücke (1964) in Sydney, damals die größte Betonbogenbrücke, wurde aus hohlen vorgespannten Betonblöcken zusammengesetzt.
Die 142 m hohe und 1042 m lange Alnöbron (1964) in der Provinz Västernorrlands län war die längste Brücke Schwedens.
Die von Fritz Leonhardt entworfene Brücke über den Río Caroní (1964) in Venezuela war die erste im Taktschiebeverfahren hergestellte Spannbetonbrücke. Das weiterentwickelte Verfahren wurde in Europa erstmals bei der Wildbichler Brücke (1969) über den Inn und bei der Taubertalbrücke (1973) angewendet.

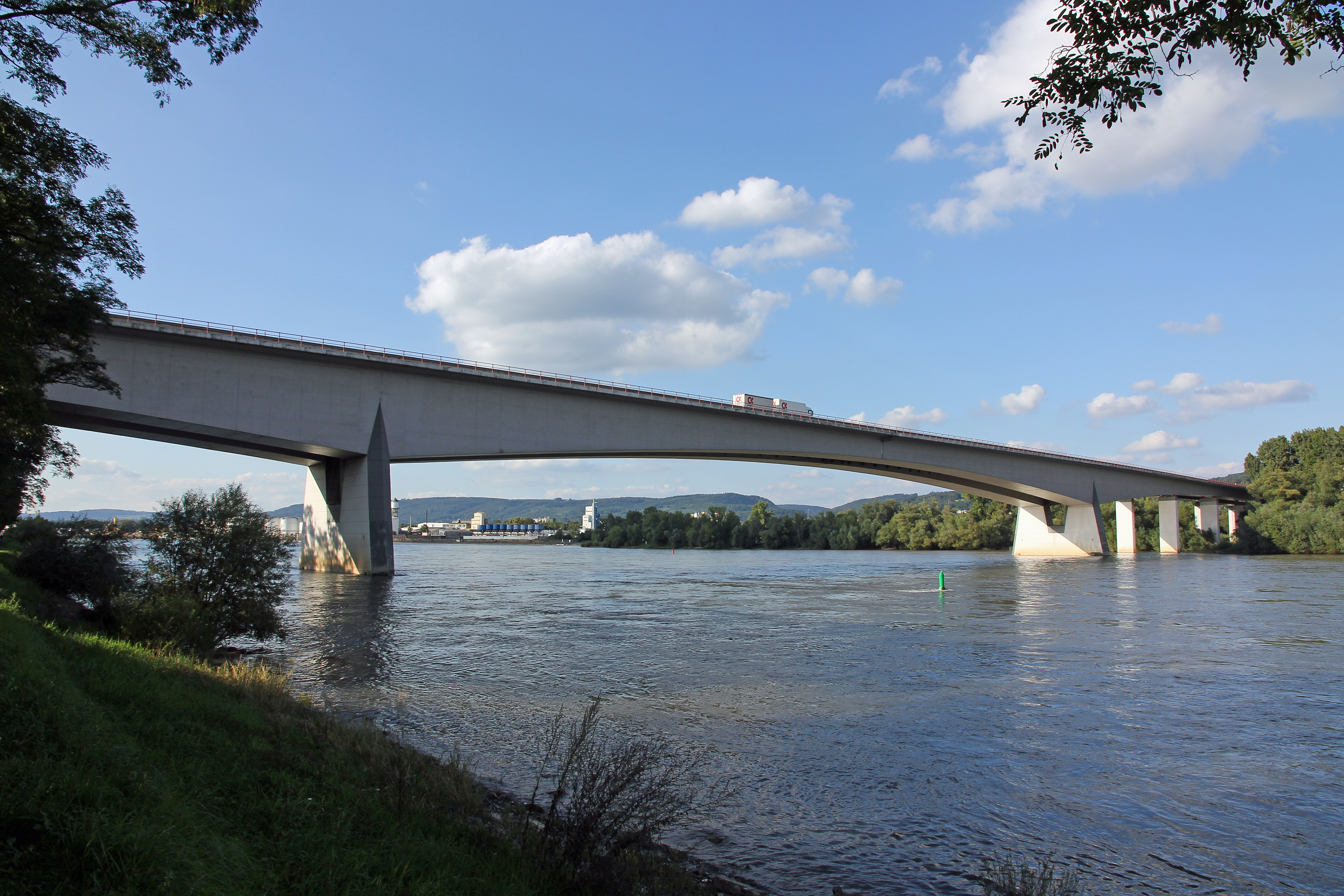
Bendorfer Brücke

1965 wurde mit der Bendorfer Rheinbrücke eine Spannbeton-Balkenbrücke mit einer Stützweite von 208 m im Freivorbau errichtet, der damals größten der Welt.
In Russland wurde in den frühen 1960er Jahren begonnen, Betonbrücken aus Fertigteilen zu bauen. Dabei wurden Brücken aus Spannbeton-Fachwerk in großen, bis zu 5000 t schweren Teilen an Land vorgefertigt und anschließend an ihren Bestimmungsort eingeschwommen. Die Brücke von Saratow (1965) über die Wolga war kurze Zeit die längste Brücke Europas, bis sie von der 5 km langen, ebenfalls aus Fertigteilen gebauten niederländischen Zeelandbrug (1965; ursprünglich Oosterscheldebrug genannt) übertroffen wurde.
Die Schambat-Brücke (1965) bei Omdurman über den Nil war die erste von einem italienischen Unternehmen im Ausland ausgeführte Spannbetonbrücke. Mit dem Sori-Viadukt (1966) und weiteren Viadukten (Viadotto Veilino, Bisagno und Nervi) im Zuge der Autostrada A12 (Autostrada Azzurra) östlich von Genua führte Silvano Zorzi das Dywidag-System in Italien ein. Ihnen folgten 1969 die Viadukte an der Autostrada A10 (Autostrada dei Fiori) (Viadotto Borghetto, Sasso und San Lorenzo).

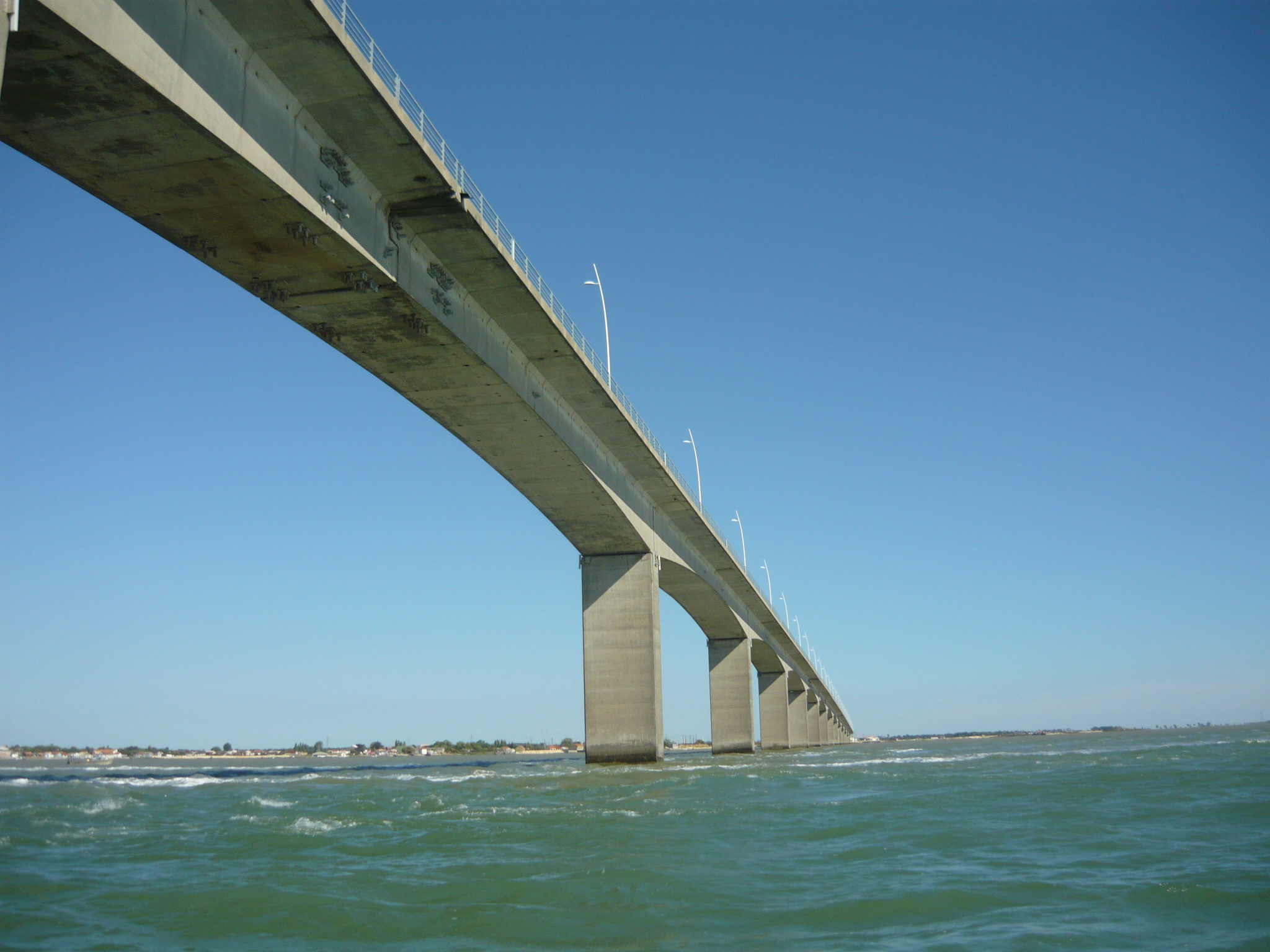
Viaduc d’Oléron

Jean Muller und das Unternehmen Campenon Bernard entwickelten den Fertigteilbau weiter. Sie bauten mit der Pont de Choisy (1965) über die Seine erstmals eine Spannbeton-Hohlkastenbrücke im Freivorbau aus Fertigteilsegmenten, die im Kontaktverfahren hergestellt und verklebt wurden. Das Verfahren wurde weiterentwickelt und schon im folgenden Jahr wurde das Viaduc d’Oléron (1966) mit einem großen Vorbaugerüst (poutre de lancement) erstellt. Damit war die Grundlage für eine lange Entwicklung des Baus von Spannbetonbrücken im Freivorbau mit vorgefertigten Segmenten gelegt. Das Chillon-Viadukt (1969) wurde wenig später nach einem ähnlichen Verfahren gebaut. Die Pont de Noirmoutier (1971), die Rio-Niterói-Brücke (1974) und die einige Jahre danach ausgeführte Pont de l’île de Ré (1988) sind weitere bekannte Beispiele. Die ebenfalls aus verklebten Segmenten bestehende Brotonne-Brücke (1977) war die erste Schrägseilbrücke mit einem durchgehenden Spannbeton-Hohlkasten.

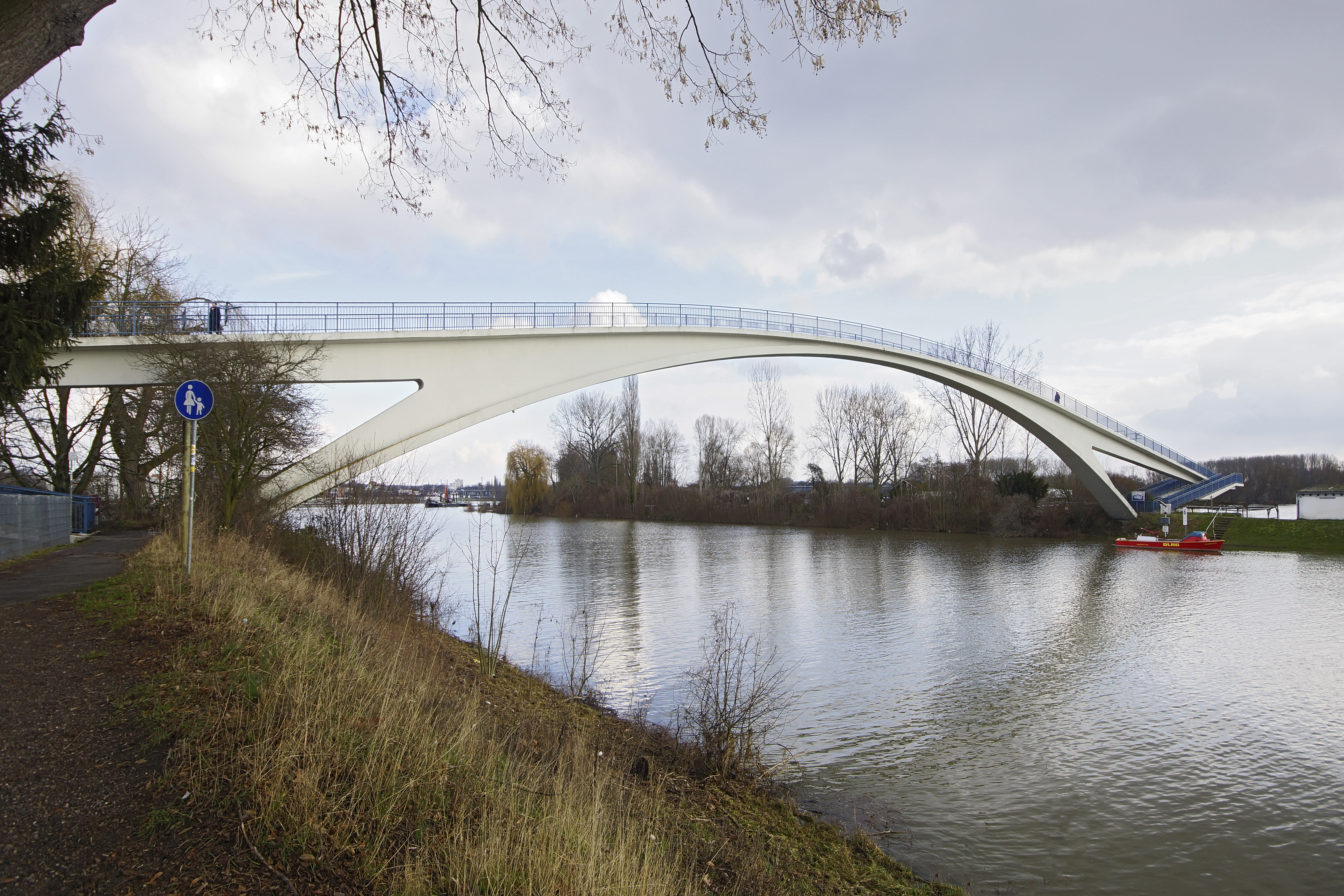
Dyckerhoff-Brücke (Wiesbaden)

Die 539 m lange Donaubrücke Pfaffenstein (1967) im Zuge der A 93 hat zwei Überbauten mit Durchlaufträgern. Die von Ulrich Finsterwalder und Herbert Schambeck entworfene Elztalbrücke (1967) hat eine Dehnfuge über der Talmitte, während die beiden Abschnitte der Fahrbahnplatte mit den pilzkopfartigen Pfeilern und den Widerlagern monolithisch verbunden sind. Die Elztalbrücke wird als Vorläufer der semi-integralen Brücken angesehen. Die Dyckerhoff-Brücke (1967) ist eine 96 m überspannende, erstmals in Leichtbeton ausgeführte Fußgängerbrücke.
Die Donaubrücke Grein (1967) war die erste im Freivorbau über die Donau gebaute Spannbetonbrücke Österreichs. Im oberen Abschnitt der Brenner Autobahn wurden 1968 die Luegbrücke, der Talübergang Obernberg und die baugleiche Felperbrücke eröffnet.
In Spanien wurde die Doppelstockbrücken Puente de Tajo und Puente Almonte (1968) nach einem Entwurf von Finsterwalder ausgeführt, die mit Stützweiten von 85 m damals den Rekord für Eisenbahnbrücken aus Spannbeton hielten. Die Siegtalbrücke (1969) war mit fast 106 m die höchste Autobahn-Talbrücke. Die Carolabrücke (1971) in Dresden war die Spannbetonbrücke mit der größten Stützweite der DDR. 1972 wurde die Autostrada A22 fertig, der italienische Teil der Brennerautobahn mit 30 km Brücken bis Modena, darunter das Gossensaß-Viadukt.

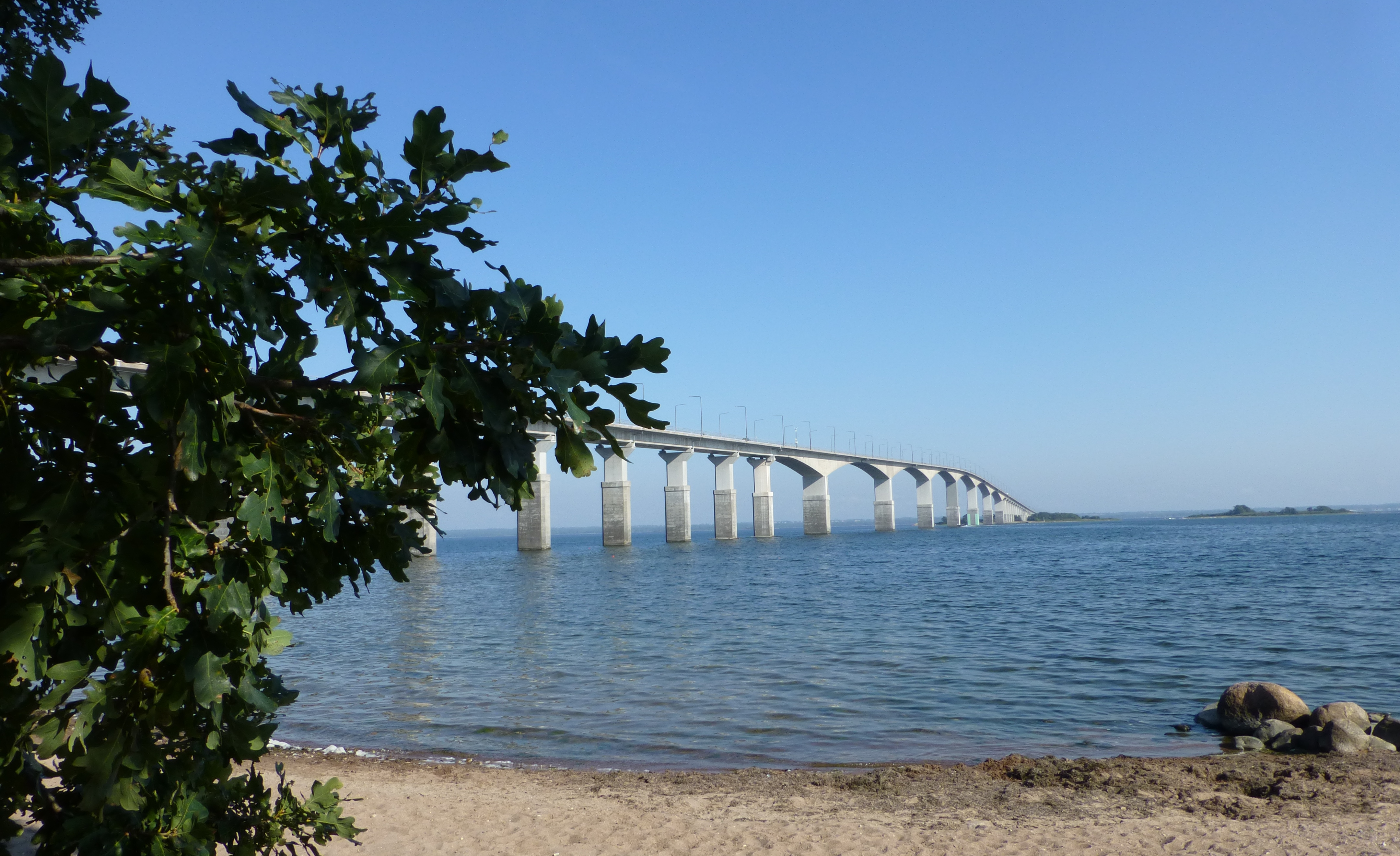
Ölandbrücke

Die Ölandbrücke (1972) war Europas und ist immer noch Schwedens längste Brücke. Japan hatte schon 1958 begonnen, Spannbetonbrücken nach dem Dywidag-Verfahren zu bauen. Die Urado-Brücke (1972) mit einer Spannweite von 230 m und die Hamana-Brücke (1976) mit 240 m Spannweite sind Beispiele für große japanischen Spannbeton-Hohlkastenbrücken. In Serbien wurde die Beška-Brücke (1975) gebaut, damals die längste der Donaubrücken, die den Autoput A1 über die Donau führt und die 2011 durch eine zweite Brücke verdoppelt wurde. Die erste Spannbetonbrücke der USA war die Pine Valley Creek Bridge (1975) in Kalifornien.
Die Autobahnbrücke Gennevilliers (1976) bei Paris war damals die größte im Freivorbau errichtete Spannbetonbrücke Frankreichs. Mit der Brotonne-Brücke (1977) wurde die erste Schrägseilbrücke mit einem Spannbetonfahrbahnträger eröffnet.
Die 1521 m lange Ahrtalbrücke (1976) der A 61 hat Durchlaufträger mit je 11 Feldern und einer Dehnfuge auf einem Trennpfeiler in der Mitte des Tals.

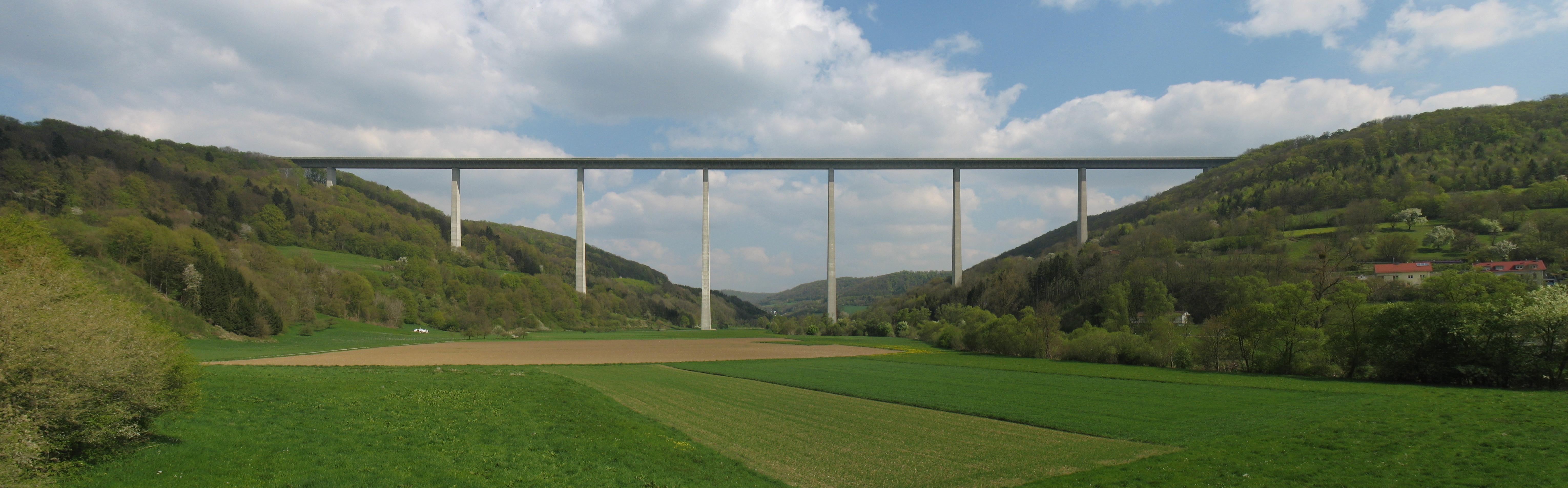
Kochertalbrücke

Die Ponte Punta Penna Pizzone (1977) in Tarent ist mit 1909 m Italiens längste Spannbetonbrücke.
Die Koror–Babeldaob Bridge (1978) in Palau in der Südsee war die größte Spannbetonbrücke der Welt. 1996 stürzte sie aus nicht geklärten Gründen ein.
Die 185 m hohe Kochertalbrücke (1979) der A 6 ist die höchste Talbrücke in Deutschland; ihre 178 m hohen Brückenpfeiler waren die höchsten weltweit, bis sie 2004 vom Viaduc de Millau abgelöst wurden.

## Die Zeit ab 1980

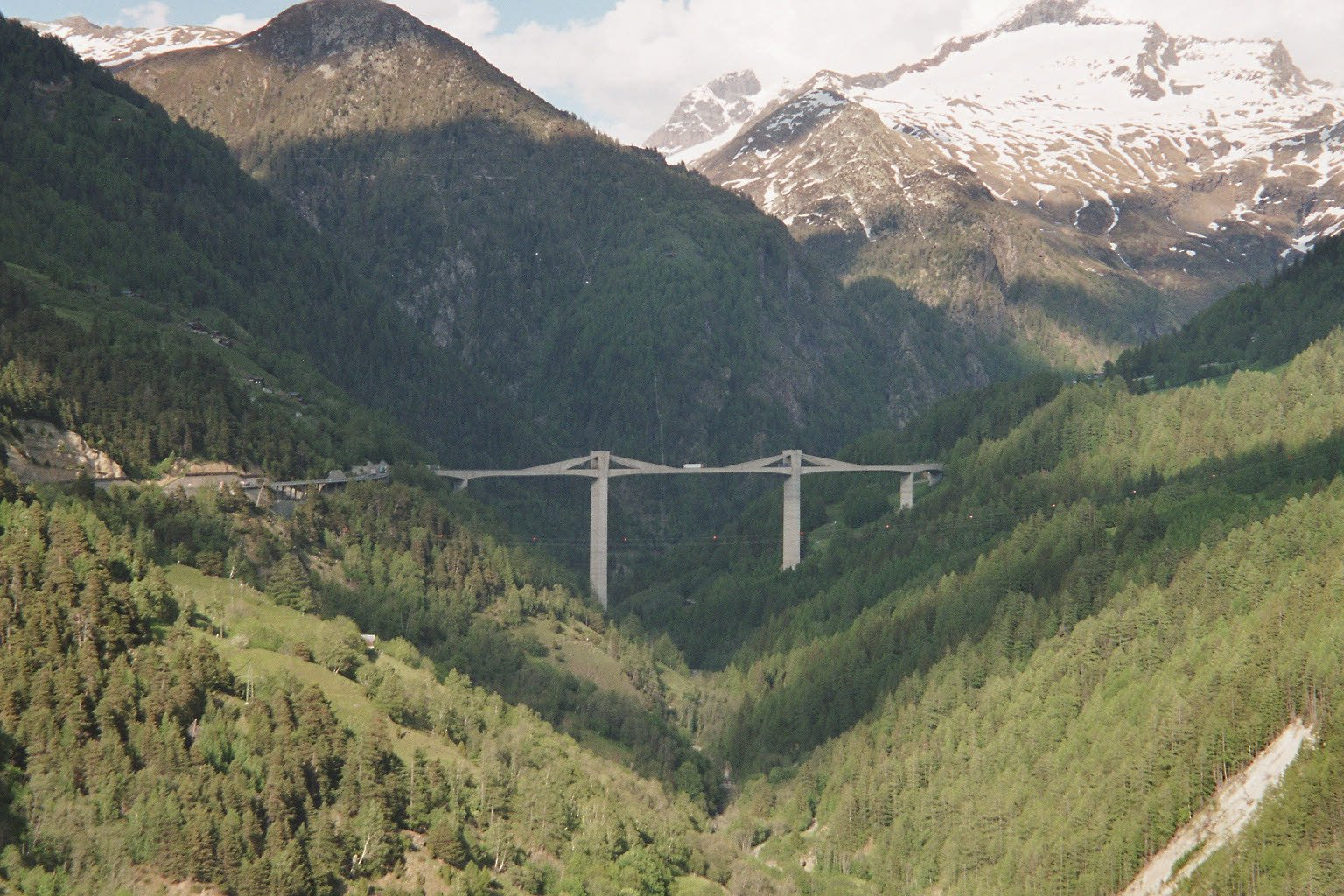
Ganterbrücke

Die von Christian Menn entworfene Ganterbrücke (1980) auf der Simplonstrasse gilt als erste Extradosed-Brücke. Das im gleichen Jahr eröffnete Lehnenviadukt Beckenried am Vierwaldstättersee war bis zur Eröffnung des Viaduc d’Yverdon (1984) das längste Viadukt der Schweiz. Das Biaschina-Viadukt (1983) im Tessin ist die höchste Brücke der Autobahn A2.
In Indien wurde 1982 nach zehnjähriger Bauzeit die 5,6 km lange Mahatma Gandhi Setu über den Ganges fertiggestellt. In Texas wurde die Sam Houston Ship Channel Bridge (1982) eröffnet. 1985 ging die Puente Internacional Tancredo Neves zwischen Brasilien und Argentinien in Betrieb.
Die beiden parallelen Balkenbrücken der Aichtalbrücke (1983) waren damals die längsten taktgeschobenen Brücken der Welt. Die Mitte der 1980er Jahre gebauten Brücken der Schnellfahrstrecke Hannover–Würzburg haben eine Gesamtlänge von 30 km. Unter ihnen galt die Maintalbrücke Gemünden (1984) bei ihrer Eröffnung als weitgespannteste Eisenbahn-Spannbetonbrücke der Welt und hat immer noch die größte Stützweite einer Spannbetonbalkenbrücke für Eisenbahnüberführungen in Deutschland. Die mit 95 m höchste Brücke ist die Rombachtalbrücke (1986). An der Maintalbrücke Veitshöchheim (1987) wurde mit einer geschobenen Länge von 1262,8 m ein neuer Weltrekord für ein einseitiges Taktschiebeverfahren aufgestellt.
Die Pont d’Arbois (1985) war eine der ersten französischen Brücken, bei denen Wege gesucht wurden, das Gewicht des Balkenträgers durch Stege auf Fachwerk zu verringern. Mit dem Viaduc de Maupré (1987) und dem Viaduc de Sylans (1989) wurden ähnliche Lösungen realisiert.

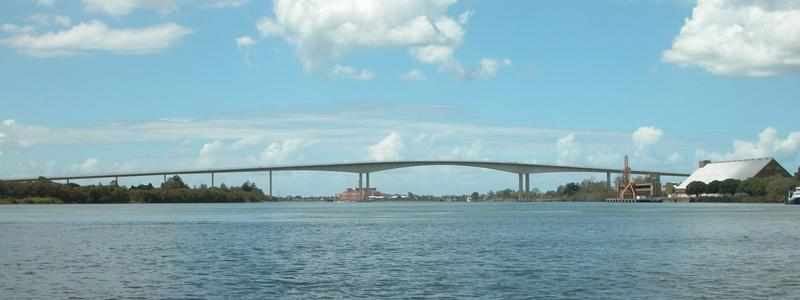
Gateway Bridge

Die Gateway Bridge (1986) bei Brisbane, Australien war mit einer Spannweite von 260 m für über 15 Jahre die größte ihrer Art.
Der Talübergang Schottwien (1989) wurde ein wichtiges Teil der neuen Semmering Schnellstraße.

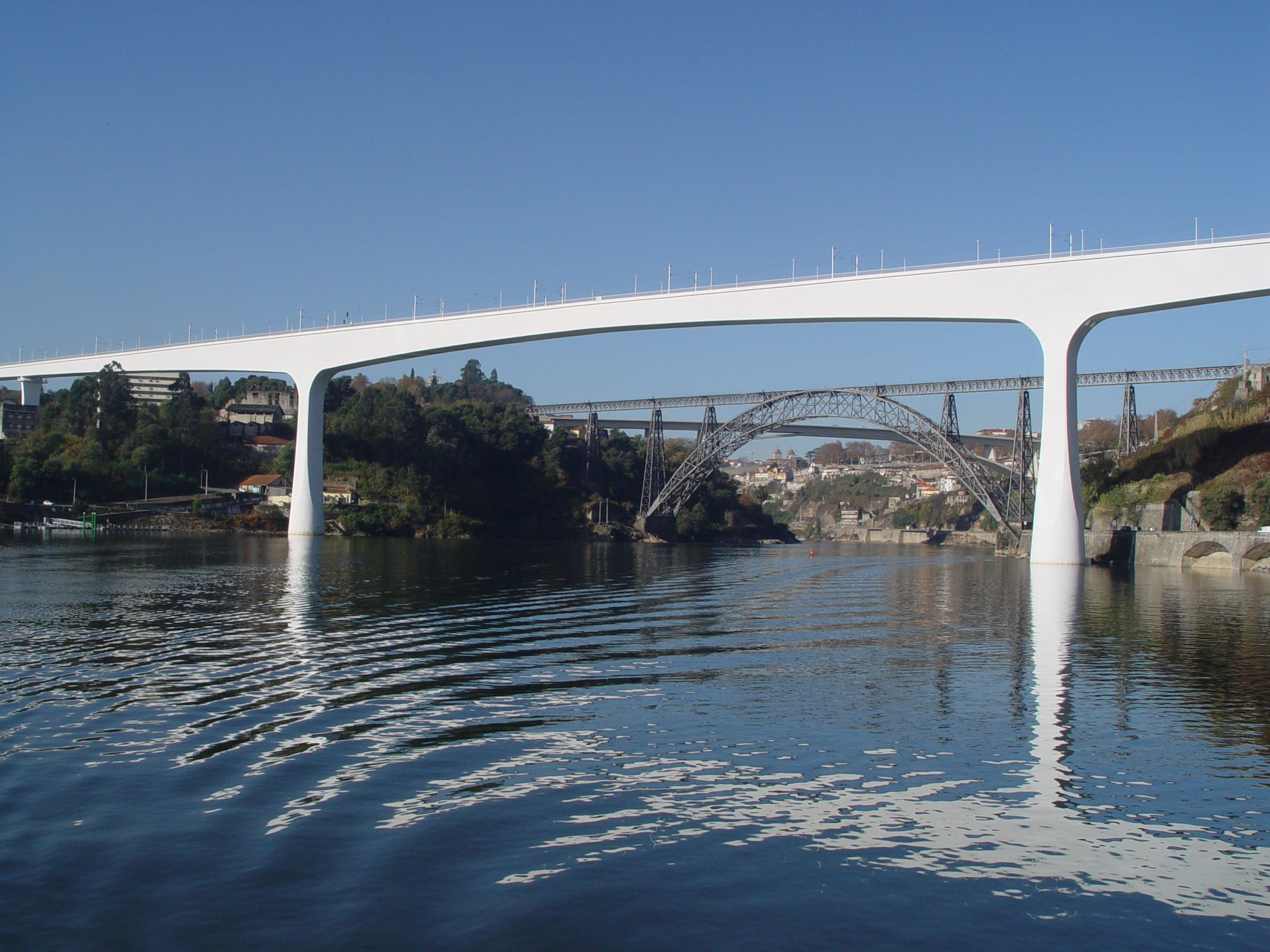
Ponte de São João

In Porto schuf Edgar Cardoso mit der Eisenbahnbrücke Ponte de São João (1991) eine wegen ihrer klaren Linien auch architektonisch viel beachtete Spannbeton-Rahmenbrücke. In Norwegen wurde von der Nye Varoddbrua (1994) mit einer Spannweite von 260 m der Rekord der Gateway Bridge eingestellt. Die Skye Bridge verbindet seit 1995 eine Insel der Inneren Hebriden mit dem schottischen Hauptland.
Die vergleichsweise kleine Pont de Saint-Rémy-de-Maurienne (1996) war Frankreichs erste Extradosed-Brücke.

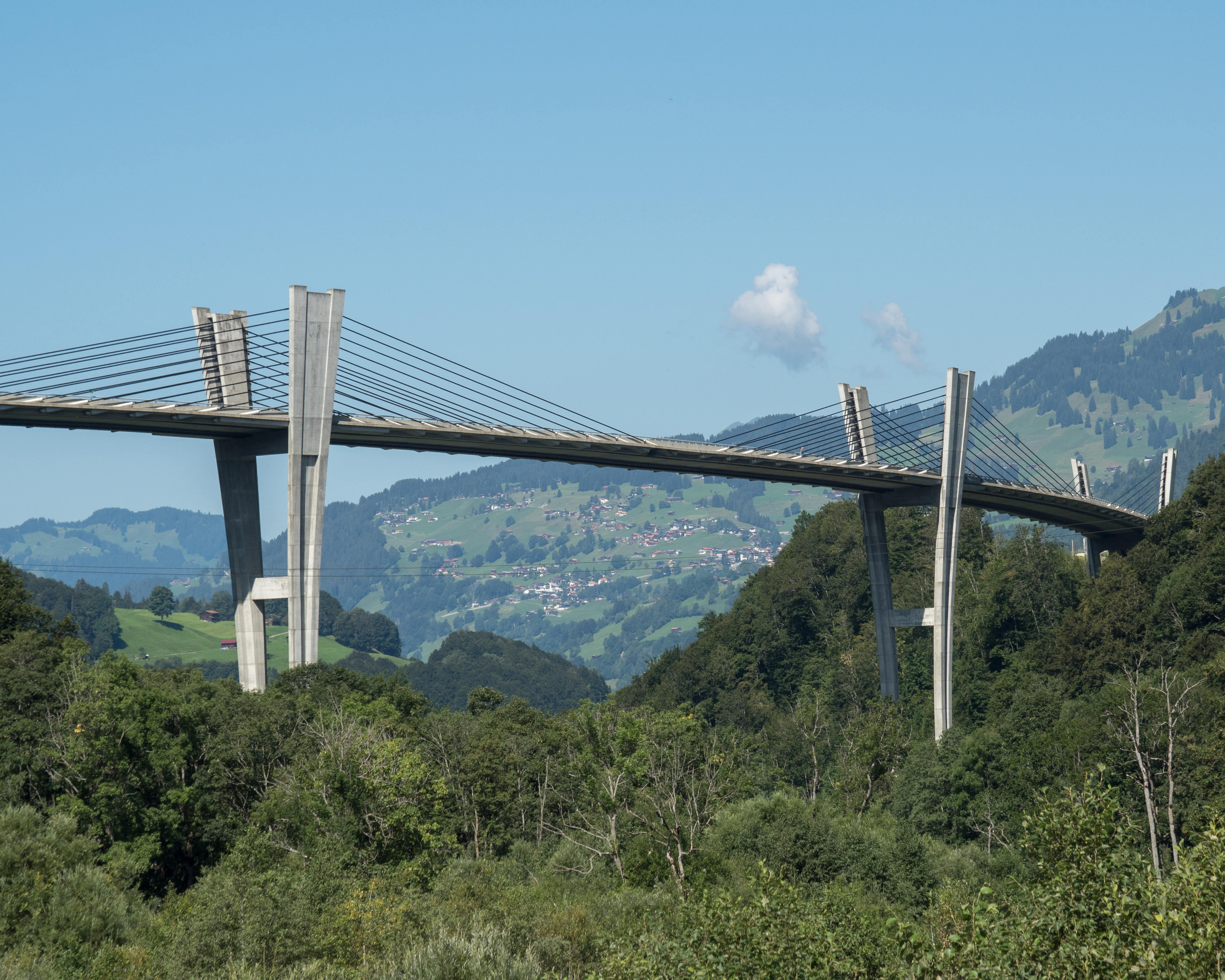
Sunnibergbrücke

Die 12,9 km lange Confederation Bridge (1997) zwischen Prince Edward Island und dem kanadischen Festland wurde komplett an Land vorgefertigt und mit einem Schwimmkran eingeschwommen. Der 6,6 km lange westliche Teil der Storebæltsbroen (Brücke über den Großen Belt) (1997/1998) besteht ebenfalls aus Fertigteilen, die von einem Schwimmkran auf die Pfeiler gehoben wurden.
Die 4,8 km lange Bangabandhu-Brücke (1998) wurde mit 83 m langen Stahlrohren im Bett der Jamuna in Bangladesch gegründet.
Mit der Sunnibergbrücke (1998) haben Christian Menn und Dialma Jakob Bänziger eine viel beachtete Extradosed-Brücke geschaffen.
1998 wurde die Verwendung externer Spannglieder in Deutschland zur Regelbauweise erklärt. Die Ruhrtalbrücke Rumbeck war die erste nach dieser Regel ausgeführte Brücke.
Die Raftsundet bru (1998) zwischen zwei Lofoteninseln und die Sundøybrua (2003) sind Beispiele für den umfangreichen Bau von Brücken und Straßen in Norwegen. Sie belegen mit Stützweiten von 298 m gemeinsam den zweiten Rang aller Spannbetonbrücken weltweit. Nur die Stolmabrua (1998) ist mit 301 m Stützweite noch etwas weiter. Ihr Hohlkasten hat ein 184 m langes Mittelstück aus Leichtbeton. Die zweite Shibanpo-Jangtse-Brücke (2006) hat zwar derzeit mit 330 m die größte Stützweite, ihr Hohlkasten enthält aber ein 108 m langes stählernes Mittelstück.

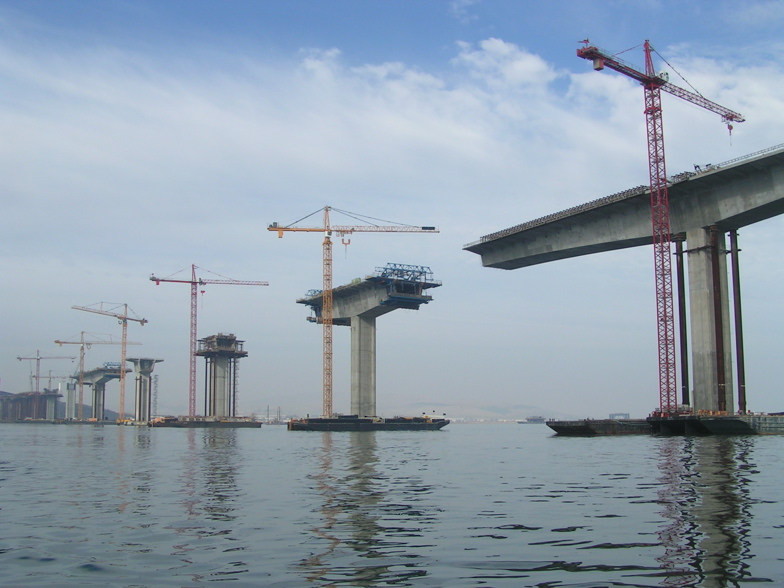
Die dritte Benicia–Martinez Bridge im Bau

2002 wurde die Pierre-Pflimlin-Brücke über den Rhein bei Straßburg eröffnet, die zweite neue Rheinbrücke an der deutsch-französischen Grenze, die nach dem Zweiten Weltkrieg für den überregionalen Straßenverkehr errichtet wurde und keinen Vorgänger hatte. Die auf der Insel La Réunion errichtete Pont du Bras de la Plaine (2002) ist eine eigenwillige Verbundkonstruktion.

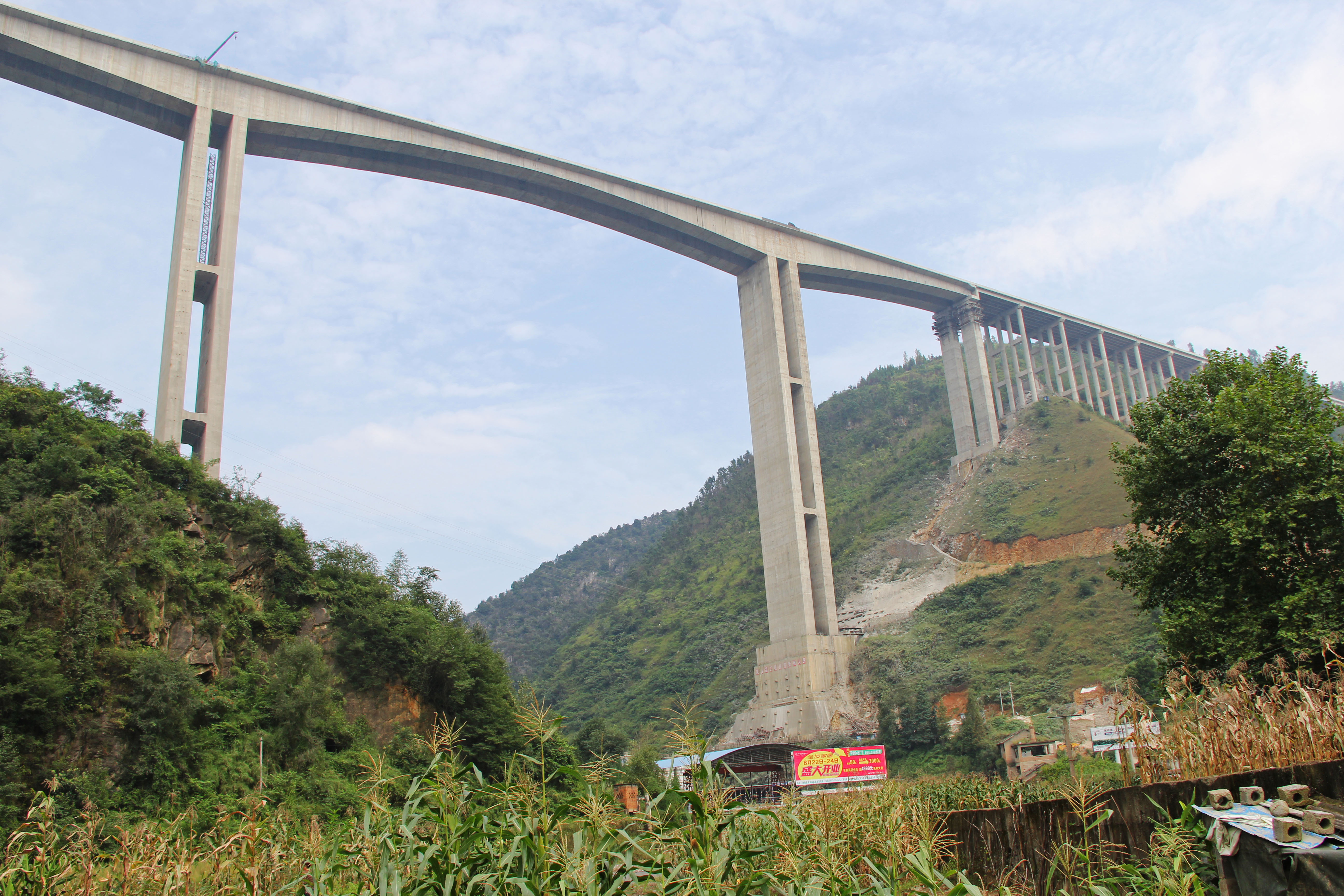
Nayong Brücke der G76, Guizhou, China

Die dritte Benicia–Martinez Bridge (2007) in der San Francisco Bay Area ist ein Beispiel der immer noch seltenen US-amerikanischen Spannbetonbrücken. Die Puente San Marcos (2013) mit dem zweithöchsten Pfeiler der Welt ist ein Beispiel der zahlreichen mexikanischen Spannbetonbrücken. Die Bjellandsvad bru (2009) in Norwegen ist ein weiteres Beispiel semi-integraler Brücken.
Die ganz überwiegende Zahl von Spannbeton- und vielen anderen großen Brücken wurde anfangs dieses Jahrhundert in China gebaut. Die längste Brücke der Welt, die von 2010 bis 2011 errichtete Große Brücke Danyang–Kunshan auf der Schnellfahrstrecke Peking–Shanghai ist nur ein Beispiel.
Die 2017 eröffnete Arrah–Chhapra Bridge über den Ganges ist die längste Extradosed-Brücke der Welt.